# Fräkentjärnen (Degerfors socken, Västerbotten, 714673-168644)
Fräkentjärnen är en sjö i Vindelns kommun i Västerbotten och ingår i Umeälvens huvudavrinningsområde. Sjön har en area på 0,0454 kvadratkilometer och ligger 224 meter över havet. Sjön avvattnas av vattendraget Mjösjöån.

## Delavrinningsområde
Fräkentjärnen ingår i det delavrinningsområde (714699-168624) som SMHI kallar för Mynnar i Hjuksån. Medelhöjden är 233 meter över havet och ytan är 4,44 kvadratkilometer. Räknas de 4 avrinningsområdena uppströms in blir den ackumulerade arean 77,4 kvadratkilometer. Mjösjöån som avvattnar avrinningsområdet har biflödesordning 4, vilket innebär att vattnet flödar genom totalt 4 vattendrag innan det når havet efter 113 kilometer. Avrinningsområdet består mestadels av skog (88 procent). Avrinningsområdet har 0,32 kvadratkilometer vattenytor vilket ger det en sjöprocent på 7,3 procent.